# Чернобрюхий удильщик
Чернобрюхий удильщик, или южноевропейский удильщик, или удильщик-будегасса (лат. Lophius budegassa) — хищная рыба отряда удильщикообразных.
Вид распространён в восточной Атлантике от Британских островов до Сенегала, а также в Средиземном море и в южной части Чёрного моря. Морская глубоководная рыба, достигает в длину в среднем 50 см, максимальная длина составляет 100 см. Продолжительность жизни составляет 21 год.
Обитает на морском дне на глубине от 300 до 650 м, в Ионическом море — до 1000 м. Питается прежде всего рыбой.